# 攻略法 (パチスロ)
パチスロにおける攻略法の定義は様々で、いずれにせよ何らかの手段を用いることで出玉を得る方法を指す。

## 一般的な攻略法
一般に浸透している攻略法とは、機種の持つ特性を利用し、小役回収打法・リプレイはずし・ハイエナ・設定判別・リプパンはずし等を駆使することで、投資額や出玉上のロスを極力防いで遊技する方法を指す。
機種により対効果面での高低があるものの、結果的にこの手段を用いない遊技に比べれば、最大で10%程度の出玉率を上昇させられる。また、メーカー側が意図的に隠し要素として攻略ポイントを仕込んでいる機種（サミー：ディスクアップのBIG中など）も存在する。

## オカルト
また、オカルト的な手段を用いることで、出玉を得ようとする方法もある。経験に基づく推測的行為なので違法性はないものの、この種の攻略法に起因する直接的な効果を裏付ける要素もない。あくまでもプレイヤーによる自己流の手段の一つと定義され、愛好するファンは多い。
極めて稀ではあるものの、こういったオカルト的な方法が、バグに起因する直接的な攻略法（後述）に結びつく場合もある。「一定時間放置」「ウェイトをかけない」など。一般的に「オカルト攻略」と呼ばれ、パチンコにおける谷村ひとしの持論がパチスロファンへ発展した。

## バグ
稀に、特定手順を踏むことにより、筐体・基板にバグを発生させ、それにより出玉を得る方法が見つかることもある。手順も様々で、中には冗談とも思えるバカバカしいような方法も存在した。主にメーカーの設計上におけるミスであるが、発覚した場合はホールにおける遊技が禁止され、回収される。
これまでバグによる様々な攻略法が発見されたが、殆どが破壊的な効果を有するものであった。また、メーカーにとっては、直接的な出玉による損害額よりも、それに起因する対策費用や、信頼を失うことで発生する間接的な損害額の方が圧倒的に多いのが特徴である。「4枚掛け攻略法（コンチネンタル・ボーナスが成立）」「逆押し打法（ビーナスライン・出玉率が大幅上昇）」「フラグコピー打法（獣王、ネコde小判・前ゲームの成立役がコピーされる）」など。

## 違法性の高いもの
このほか「攻略法」と呼ばれるものの中には、以下のような（いろいろな意味で）違法性の高いものも存在する。
- 攻略会社等から金銭で攻略手順を購入し、その通りに遊技することで出玉を得る方法。攻略会社も様々で、単純に上記の様な一般的な攻略法を紹介するものから、違法性を疑うレベルの攻略手順を紹介するものまで幅広い。また後者はガセネタも多く、そもそも攻略法詐欺を狙って販売されているものが大半のため、関わらないのが一番の方法。「セット打法」「ボーナス直撃打法」など。
- ゴト行為により、不正に出玉を得る方法。当然違法であり犯罪行為に該当するため、見つかれば逮捕される。昔からゴトを専門に暗躍する集団も多い。「電波ゴト」「ハーネスゴト」など。
- 違法ではなくてもホールによっては攻略法と思われるような変則的な打ち方を禁止している場合も多い。